# Naka-ku (Nagoya)
Pour les articles homonymes, voir Naka-ku.
Naka (中区, Naka-ku) est l'un des seize arrondissements de la ville de Nagoya au Japon. Il est situé au centre de la ville.

## Géographie
L'arrondissement est traversé par deux cours d'eau :
- le fleuve Hori
- la rivière Shinhori

## Démographie
L'arrondissement occupe 9,36 km2 pour une population de 83 382 habitants (au 1er février 2016), soit une densité de population de 8 890 habitant/km2.

## Lieux notables

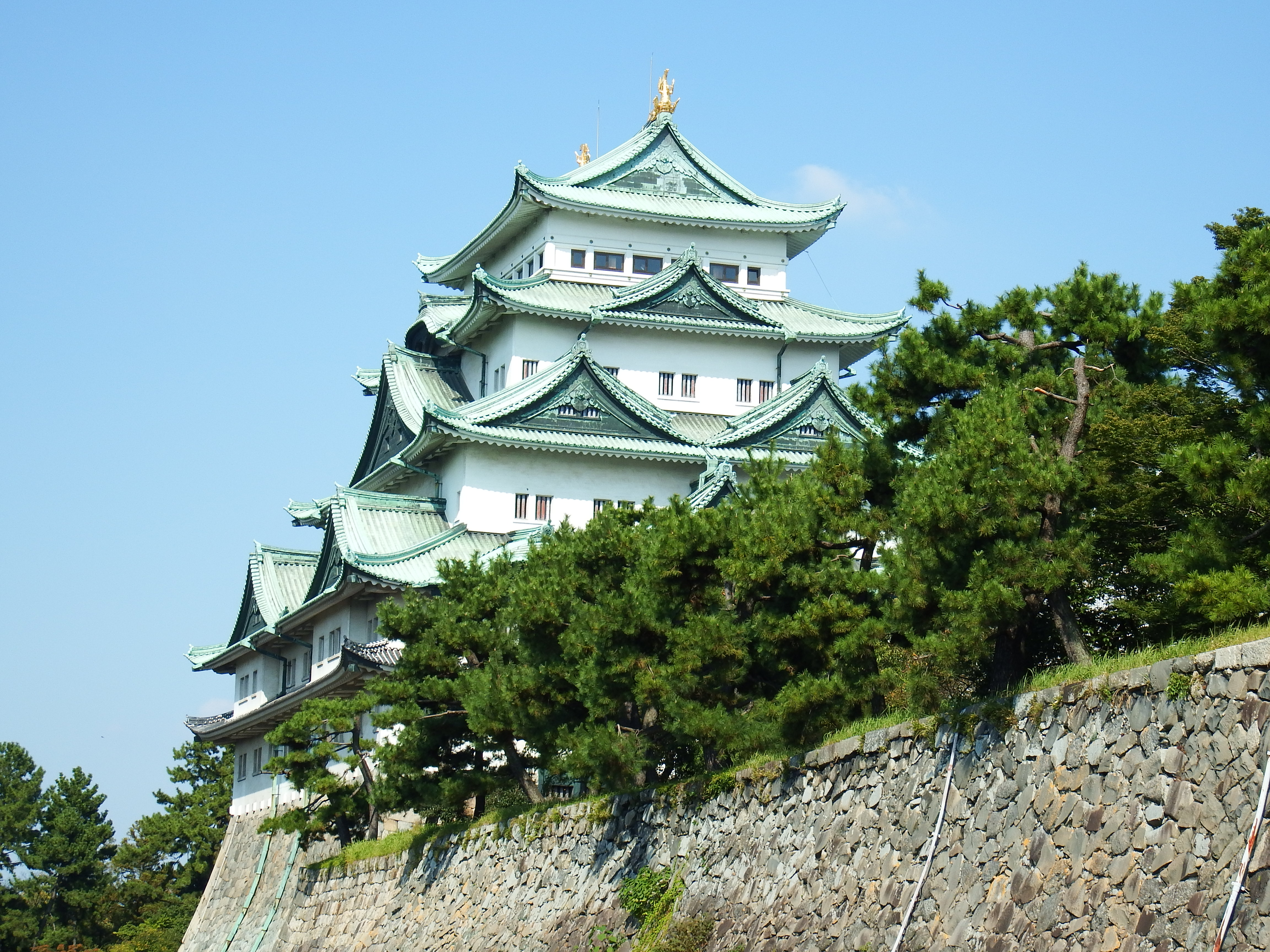
Château de Nagoya.

- Château de Nagoya
- Tour de télévision de Nagoya
- Ōsu Kannon
- Banshō-ji
- Misono-za

## Éducation
On y trouve une université, deux lycées, quatre collèges et onze écoles primaires.

## Transports publics
L'arrondissement est desservi par plusieurs lignes ferroviaires :
- lignes Higashiyama, Tsurumai, Sakura-dōri et Meijō du métro de Nagoya ;
- ligne Chūō de la JR Central ;
- ligne Seto de la Meitetsu.

Les routes nationales 19, 22, 41 et 153 traversent cet arrondissement.